# Kolding FC
Maillots
Le Kolding FC est un club danois de football basé à Kolding.

## Historique
- 2002 : fondation du club par fusion du Kolding IF (fondé le 15 octobre 1895) et du Kolding BK (fondé le 21 juillet 1919)